# سعدية مفرح
سعدية مفرّح هيَ كاتبة وشاعرة وناقدة مستشارة إعلاميّة وصحفية كويتيّة، تعملُ محرّرة وكاتِبة في جريدة القبس.

## الحياة المُبكّرة
ولدت سعديّة صابر مفرح سنة 1967 في مدينة الجهراء. مجازة في اللغة العربية من جامعة الكويت عام 1987. عملت محرّرة ثقافية في القسم الثقافي في الوطن والقبس.

## المسيرة المهنيّة
بدأت سعدية مفرح مسارها المهني ما قبل عام 1990؛ حيثُ صدرَ لها في تلك الفترة كِتاب آخر الحالمين كان ثمّ نشرت كتابًا قصيرًا ثانيًا بعنوان تغيب فأسرج خيل ظنوني والذي صدرَ عام 1994 من بيروت في لبنان. واصلت سعدية مسارها في مجال الكِتابة والإبداع فأصدرت ثالث كتابٍ لها حمل عنوان كتاب الآثام وذلك في عام 1997 عن الهيئة العامّة المصرية للكتاب بالإضافةِ إلى كتاب مجرد مرآة مستلقية والذي صدرَ من دمشق عام 1999. بحلول عام 2006؛ صدرَ لمفرح كتابٌ شعريّ جديدٌ بعنوان تواضعت أحلامي كثيرا وهوَ الكِتاب الذي زادَ من شهرتها على الصعيد العربي. وقد تُرجمت كثير من قصائدها إلى عدد من اللغات الأجنبية مثل الإنجليزية والفرنسية والألمانية والإسبانية والسويدية وكذا الفارسية.
بالموازاة معَ تأليف الكُتب والقصص الشعريّة؛ كانت سعدية مفرح تكتبُ بانتظامٍ في عددٍ من الجرائد والمجلات حيثُ كانَ لها زوايا ثابتة في جريدة القبس ومجلة العربي ومجلة الكويت، كما كتبت في جريدة الرياض وجريدة العربي الجديد الصادِرة في لندن.
شاركت سعدية أيضًا في كتابة مقالات نقدية ومراجعات صحفيّة أسبوعية وشهرية في بعض الصحف والمجلات العربية.
في الوقتِ الحالي؛ تُساهم سعدية بشكلٍ دوري في كتابة بعض المقالات في عددٍ من المواقع الإلكترونية على غِرار موقع العربي الجديد وغيره.

## قائمة أعمالها
| الكِتاب                                              | سنة الإصدار | دولة الإصدار | ملاحظات             |
| --------------------------------------------------- | ----------- | ------------ | ------------------- |
| آخر الحالمين كان                                    | 1990        | الكويت       |                     |
| تغيب فأسرج خيل ظنوني                                | 1994        | لبنان        |                     |
| كتاب الآثام                                         | 1997        | مصر          |                     |
| مجرد مرآة مستلقية                                   | 1999        | سوريا        |                     |
| النخل والبيوت                                       | 1999        | الكويت       | قصائد شعريّة للأطفال |
| تواضعت أحلامي كثيرًا                                 | 2006        | لبنان        |                     |
| حداة الغيم والوحشة                                  | 2007        | الجزائر      | قصائد شعريّة         |
| ليل مشغول بالفتنة                                   | 2008        | لبنان        |                     |
| قبر بنافذة واحدة                                    | 2008        | مصر          | مُختارات شعريّة       |
| ديوان الشعر العربي في الربع الاخير من القرن العشرين | 2008        |              |                     |
| مشية الإوزة                                         | 2010        | لبنان        |                     |
| شهوة السرد: هوامش على حافة التأويل                  | 2010        | لبنان        |                     |
| يقول اتبعيني يا غزالة                               | 2010        | الجزائر      | مختارات شعريّة       |
| وجع الذاكرة: 15 شاعرًا من فلسطين                     | 2010        | الكويت       |                     |
| سين ... نحو سيرة ذاتية ناقصة                        | 2011        | لبنان        | سيرة ذاتيّة          |
| كم نحن وحيدتان يا سوزان                             | 2012        | لبنان        |                     |
| ويسهر الخلق، سيرة ومختارات الشعراء العرب            | 2013        | الكويت       |                     |
|                                                     |             |              |                     |

## الجوائز
- اختِيرت من قِبل جريدة الغارديان ممثلةً للدولة الكويت في خريطة الشعر العالمي.
- اختارتها حركة شعراء العالم سفيرةً للشعر الكويتي.
- اختيرت ممثلةً للشعر الكويتي في عددٍ كبير من الأنثولوجيات العالمية في الولايات المتحدة وبريطانيا وألمانيا وفرنسا وبولندا وإيطاليا وغيرها.